# 小行星10967
小行星10967（10967 Billallen）是一颗绕太阳运转的小行星，为主小行星带小行星。该小行星于1971年3月26日发现。

## 轨道参数
小行星10967的轨道半长轴为2.7674531 UA，离心率为0.312。